# 歯根嚢胞
歯根嚢胞（しこんのうほう,radicular cyst）は、慢性根尖性歯周炎に続発して発症する顎骨内の嚢胞。歯原性嚢胞の一種であり、炎症性嚢胞の一種でもある。根尖性嚢胞とも。
類縁疾患として歯周嚢胞、歯根肉芽腫がある。歯牙根尖部及び歯根側方部に形成され、これらはそれぞれ根尖性歯根嚢胞、根側性歯根嚢胞という。

## 概要
臨床的な所見としては、各年齢層に生じ、根管処置を終えた永久歯の失活歯など生じる。ほとんど無症状に経過し、顎骨を徐々に膨隆させ小指頭程度の大きさにまでになる。細菌感染による急性炎症（二次感染による根尖性歯周炎）を起こさない限り著しい症状を示さない。そのため発見が遅れることがある。

## 疫学
顎骨内の嚢胞としての発生頻度はいちばん高く、顎嚢胞全体の50～60%を占める。下顎よりも上顎に多い。上顎側切歯、上顎中切歯の順に多く生じ、下顎では第一大臼歯、小臼歯の順に生じやすい。好発は20～30歳代。性差なし。

## 原因
歯根肉芽腫などの慢性根尖病変にマラッセ残存上皮が迷入増殖し発症するといわれている。

## 症状
ほとんど無症状に経過する。大きく成長したものでは羊皮紙様感や波動を認めるものもある。二次感染が生じた場合には炎症所見を認める。巨大な歯根嚢胞は、鼻腔底や上顎洞底を圧迫変位させることもある。

## 診断
エックス線写真上では、歯根膜空隙とつながる単房性の透過像がみられる。大きなものでは透過像が複数歯に及ぶ場合もある。嚢胞の内容物として黄褐色の粘稠性や漿液性の液体、炎症細胞、剥離上皮細胞、コレステリン結晶が認められる。
確定診断のためには嚢胞壁の確認が重要であるため、臨床診断での確定診断は難しい。

### 鑑別
直径10mm以下の小さなものはレントゲンでは歯根肉芽腫と鑑別が困難である。大きなものは他の嚢胞との鑑別を要する。

## 治療
観血的療法として嚢胞摘出術や開窓術と歯根端切除術を行い、病巣が歯根を大きく含む場合は抜歯を行なう方法が一般的であるが、非観血的治療として、歯内治療法（根管治療）により治療する方法も試みられている。